# Alice Mabota
Maria Alice Mabota  (8 de abril de 1949, em Lourenço Marques — África do Sul, 12 de outubro de 2023) foi uma ativista dos direitos humanos moçambicana e presidente da Liga Moçambicana dos Direitos Humanos.

## Vida
Maria Alice Mabota nasceu em 1949 no atual Hospital Geral José Macamo. Normalmente, as famílias ditas "indígenas" - como era a família de Mabota - não registravam os filhos imediatamente ao nascer. Por isso, sua idade foi estimada em comparação com a fisionomia de outras crianças.
Mabota viveu ocasionalmente com o pai na Machava 15, primeira escola primária frequentada pela Mabota na Estação Missionária Missão de São Roque, em Matutuíne, a cerca de 100 quilómetros da capital. No entanto,  apenas lá conseguiram concluir o ensino básico.Morava também com o tio no outro lado da capital, em Catembe , onde foi batizada em 1966.
Em 1967/68, sua mãe retornou da África do sul, onde teria trabalhado para a Frente de Libertação da FRELIMO de Moçambique. A mãe insistiu que a filha continuasse a estudar. Em seguida, ela foi para a escola secundária à noite e trabalhou durante o dia como faxineira em várias instituições.
Terminou a sétima série na escola secundária Francisco Manyanga e a nona  na escola secundária Josina Machel no centro de Maputo. Como resultado, obteve acesso ao ensino superior, mas não conseguiu estudar medicina - já que não apreciaria ver cadáveres, segundo seu próprio depoimento, nem relações internacionais,  já que não falava inglês ou Francês. Em seguida, deu aulas de português na escola secundária Francisco Manyanga. Posteriormente, trabalhou na Patrocínio e Assistência Jurídica (IPAJ) e na administração imobiliária estadual Administração do Parque Imobiliário do Estado (APIE).

### Fundação da Liga dos Direitos Humanos
Uma grande mudança na vida de Mabota ocorreu em 1993, quando participou de uma Conferência de Direitos Humanos em Viena, onde permaneceu por 45 dias. Isso a motivou a se comprometer muito com os direitos humanos em Moçambique. De regresso a Viena em 1995, juntamente com outros activistas e intelectuais moçambicanos, fundou a Liga dos Direitos Humanos de Moçambique, em inglês "Human Rights League", baseada no modelo da Guiné-Bissau.

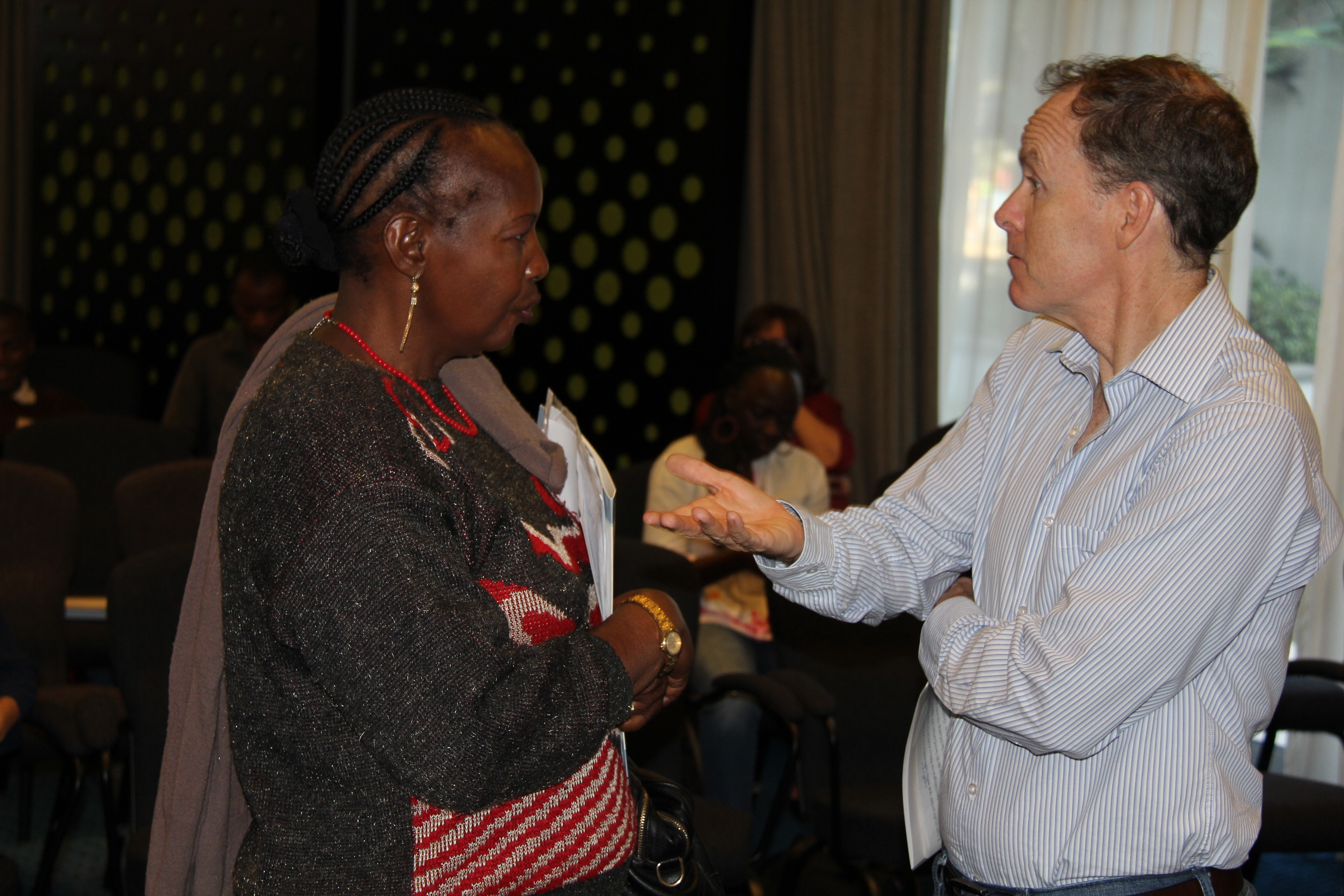
Alice Mabota dialogando com Douglas Griffiths, embaixador dos EUA em Moçambique de 2012 a 2016

Desde então, Alice Mabota presidiu à Liga dos Direitos Humanos e estabeleceu-se como uma das vozes mais populares da sociedade civil de Moçambique. Especialmente na década de 2010, criticou a crescente polarização da política moçambicana entre a FRELIMO e a RENAMO . A Liga dos Direitos Humanos, em conjunto com outras organizações da sociedade civil moçambicana, organizou inúmeras  marchas de protesto pela paz, igualdade e contra a corrupção na capital moçambicana. No decurso disso, recebeu numerosas ameaças de morte e  insultos públicos, que são atribuídos à ala radical da FRELIMO. A polícia criminal moçambicana também a interrogou, visto que era acusada de difamação presidencial.
Em 2010, Mabota recebeu o prêmio International Women of Courage, patrocinado pelo governo dos Estados Unidos.
Em 2014, considerou temporariamente a candidatura às eleições presidenciais, mas acabou desistindo. decidiu-se candidatar à presidência nas eleições de 2019.

## Morte
Alice Mabota morreu em 12 de outubro de 2023, aos 74 anos. Ela estava internada num hospital na África do Sul.